# Постригай Юрій Вікторович
Юрій Вікторович Постригай  (рос. Юрий Викторович Постригай, 31 серпня 1988) — російський веслувальник, олімпієць.

## Виступи на Олімпіадах
| Олімпіада   | Дисципліна             | Місце |
| ----------- | ---------------------- | ----- |
| Лондон 2012 | байдарки-двійки, 200 м | 1     |

## Зовнішні посилання
- Досьє на sport.references.com [Архівовано 23 вересня 2013 у Wayback Machine.]